# John Milton Niles

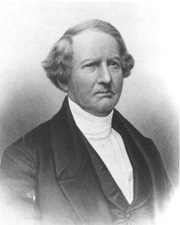
John Milton Niles

John Milton Niles (* 20. August 1787 in Windsor, Connecticut; † 31. Mai 1856 in Hartford, Connecticut) war ein US-amerikanischer Politiker, der sich auch als Autor historischer Werke betätigte.

## Leben
Nach dem Schulbesuch und einem Jura-Studium wurde Niles 1817 in die Anwaltskammer aufgenommen; er begann danach in Hartford zu praktizieren. Dort rief er auch eine Zeitung ins Leben, die Hartford Weekly Times, für die er in den folgenden 30 Jahren als Redakteur und Autor arbeitete.

## Politik

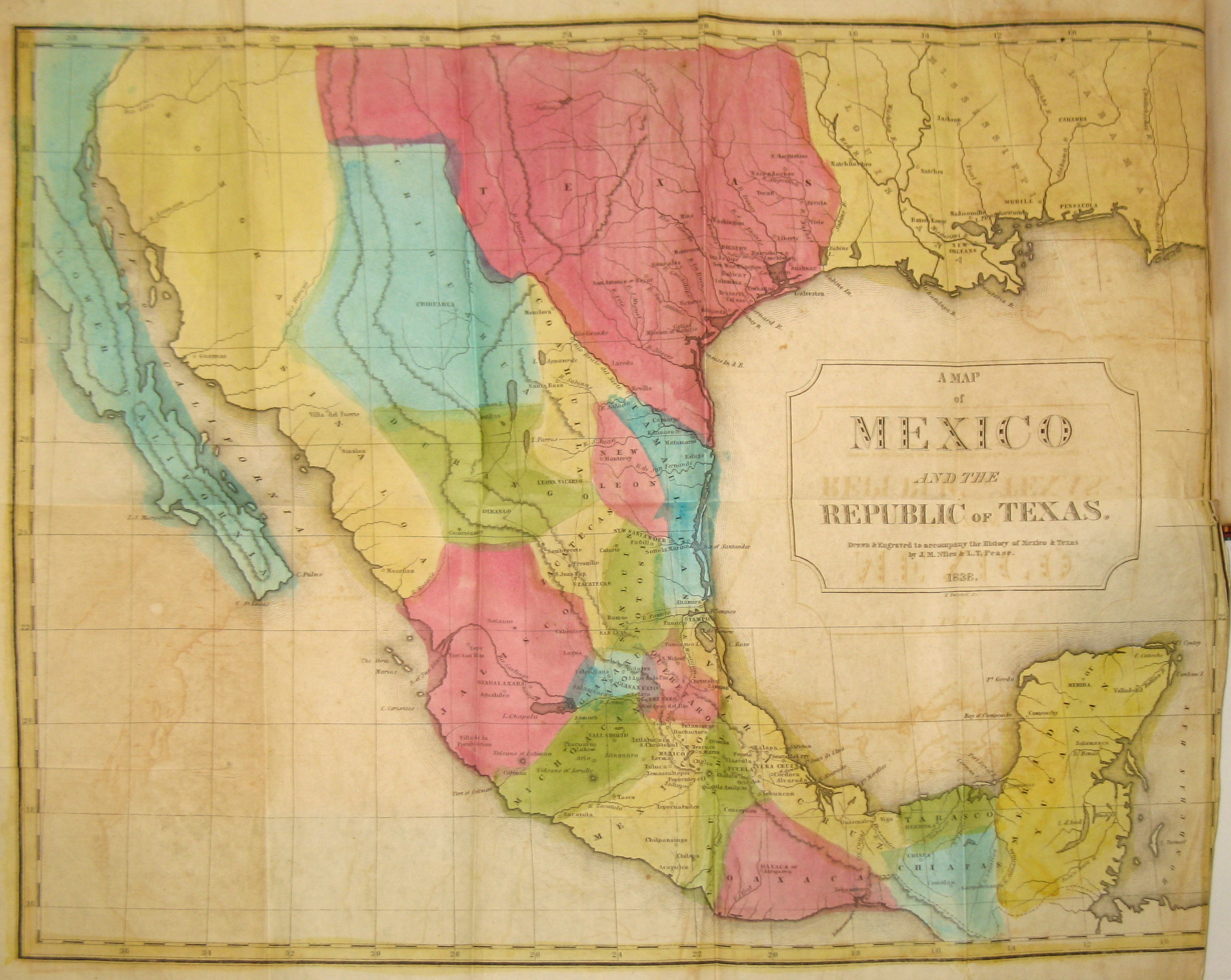
Niles, Map of Mexico and the Republic of Texas, 1838

Politisch aktiv war John Niles zunächst in der Demokratisch-Republikanischen Partei, aus der später die Demokratische Partei entstand. Sein erstes öffentliches Amt übernahm er 1821 als Richter am Gericht des Hartford County. Er verzichtete auf diesen Posten, als er 1826 ins Repräsentantenhaus von Connecticut gewählt wurde. Als ihm die Wiederwahl verwehrt blieb, wandte er sich zunächst der juristischen Arbeit zu. 1829 wurde er dann zum Posthalter von Hartford berufen, was er bis 1836 blieb.
Nach dem Tod des Whig-Senators Nathan Smith am 6. Dezember 1835 übernahm Niles dessen Sitz im Kongress. Er gehörte dem Senat bis 1839 an und war in dieser Zeit Vorsitzender des Senate Committee on Manufactures. Für eine Wiederwahl wurde er nicht in Betracht gezogen. 1839 und 1840 trat Niles als Kandidat für den Gouverneursposten von Connecticut an, unterlag aber beide Male dem nationalrepublikanischen Amtsinhaber William W. Ellsworth. US-Präsident Martin Van Buren berief ihn dann 1840 als Postminister in sein Kabinett, was er bis zum Ende von dessen Amtszeit 1841 blieb.
Niles kehrte 1844 nach Washington, D.C. zurück: Er war bereits 1842 erneut für Connecticut zum US-Senator gewählt worden, konnte dieses Amt wegen einer schweren Erkrankung erst mit einem Jahr Verspätung antreten. Nach Ende seiner Amtszeit 1849 verzichtete er auf eine erneute Kandidatur. Er hatte sich zwischenzeitlich wie sein Freund Martin Van Buren der Free Soil Party angeschlossen und unterstützte dessen Präsidentschaftskandidatur für die neu gegründete Partei. Niles selbst trat 1849 noch einmal als Gouverneurskandidat in Connecticut für die Freesoilers an, blieb aber erfolglos. Nachdem die Free Soil Party ihrerseits in der Republikanischen Partei aufgegangen war, wurde Niles zum Delegierten Connecticuts für die Republican National Convention 1856 berufen, doch noch vor der Parteiversammlung verstarb er.

## Abseits der Politik
Noch vor Beginn seiner politischen Tätigkeit hatte John Milton Niles einige historisch-politische Werke verfasst, angefangen mit einem Buch über das Leben von Oliver Hazard Perry (1820). Weitere Bücher folgten, zuletzt (1838) eine zweibändige Betrachtung der Geschichte von Südamerika und Mexiko.
Nach Ende seiner politischen Laufbahn verbrachte Niles 1851 und 1852 viel Zeit in Europa. Später widmete er sich dem Gartenbau. Er vererbte seine Bibliothek der Historischen Gesellschaft Connecticut und stiftete der Stadt Hartford einen Wohlfahrtsfonds in Höhe von 70.000 US-Dollar, aus dem jährlich Zuwendungen an Bedürftige gezahlt werden sollten.